# Кравец, Нисон Вольфович
Ни́сон Во́льфович Кра́вец (23 декабря 1928, Минск — 23 февраля 2012, Москва) — советский и российский скрипач. Заслуженный артист России (1993).

## Биографические сведения
В 1947 году окончил Музыкальное училище при Московской консерватории.
В 1965 году окончил Московскую государственную консерваторию.
С 1948 году работал артистом оркестра, первым скрипачом последовательно в Московском цирке, Ансамбле песни и пляски им. Александрова, государственном симфоническом оркестре Главного управления кинематографии, Академическом Большом театре СССР, Московской Государственной филармонии, Государственном академическом симфоническом оркестре России.
В 2004—2012 годах — концертмейстер Симфонического оркестра радиостанции «Орфей».
Умер во время репетиции оркестра.